# Matilde Asensi
Matilde Asensi (Alicante, 1962) è una scrittrice spagnola.

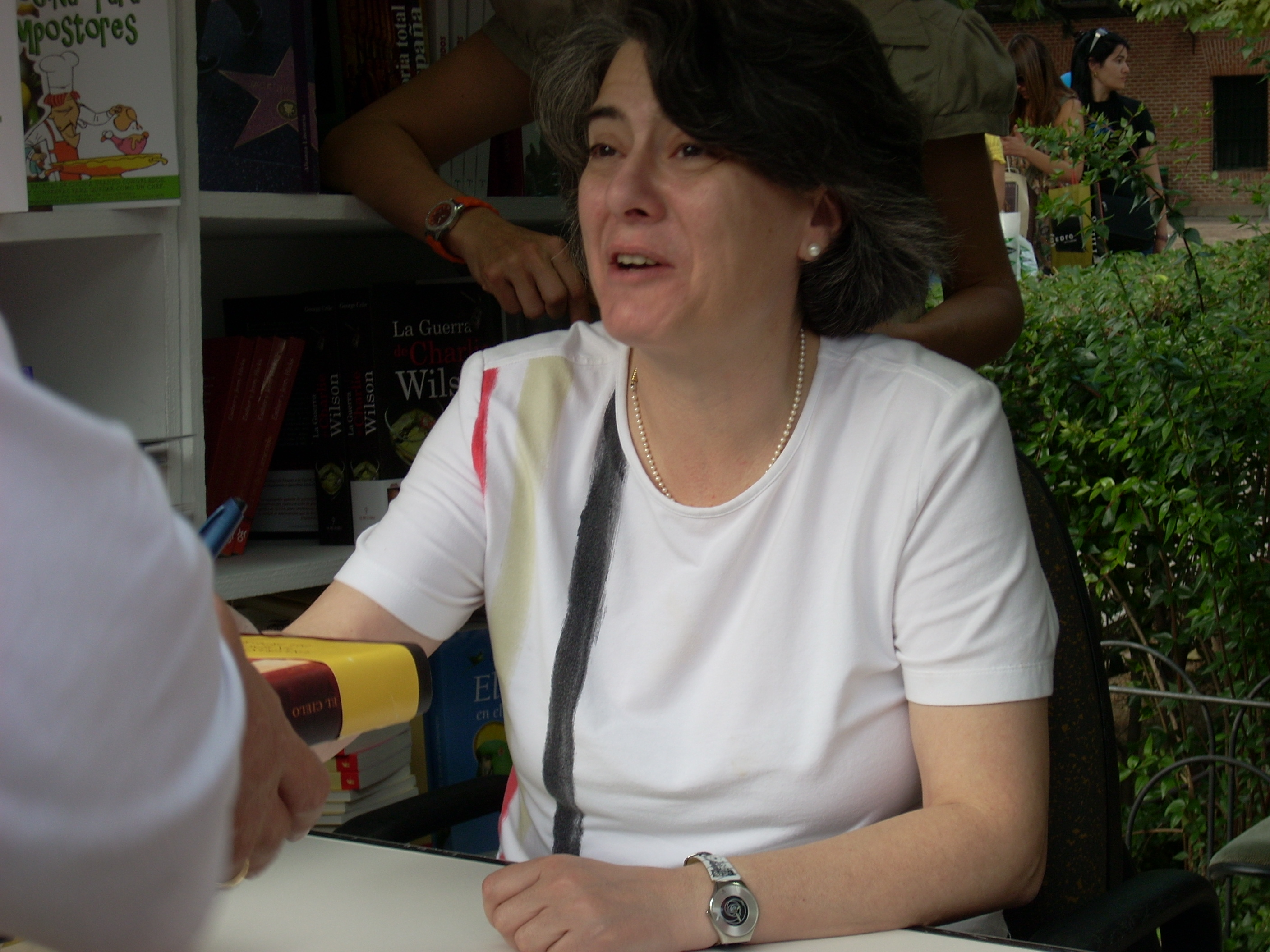
Matilde Asensi alla fiera del libro di Madrid 2008

Nel 1999 pubblica il suo primo romanzo, El salón de ámbar, che è stato tradotto in diverse lingue. Il titolo successivo, Iacobus (2000), romanzo storico ambientato nel Medioevo subito dopo la caduta dei Milites Templi Salomonis, riscuote un buon successo, riconfermato ampiamente con L'ultimo Catone (El último Catón, 2001).
È stata finalista nei premi letterari Ciudad de San Sebastián (1995) e Gabriel Miró (1996), ha ottenuto il primo premio di racconti nel XV Certamen Literario Juan Ortiz del Barco (1996), di Cadice, e il XVI Premio de Novela Corta Felipe Trigo (1997), di Badajoz.
Le sue opere sono caratterizzate da una predilezione per le avventure di carattere storico-archeologico, nella cui composizione l'autrice ricorre ampiamente alla sua notevole erudizione.
Matilde Asensi ha studiato giornalismo all'Università di Barcellona e, prima di dedicarsi alla narrativa, ha lavorato per alcune delle più note emittenti radiofoniche spagnole.

## Opere

### Romanzi con Ottavia Salina
- L'ultimo Catone (El último Catón, 2001) (Sonzogno, 2005 - Bur, 2008)
- Il ritorno di Catone (El regreso del Catón, 2015)

### Romanzi con Martín Ojo de Plata
- Terra ferma (Tierra Firme, 2007) (Rizzoli, 2008 - Bur, 2009)
- La vendetta di Siviglia (Venganza en Sevilla, 2010) (Rizzoli, 2010 - Bur, 2011)
- La congiura di Cortés (La Conjura de Cortés, 2012) (Rizzoli, 2012 - Bur, 2013)

### Altri romanzi
- La camera d'ambra (El salón de ámbar, 1999) (Rizzoli, 2009 - Bur, 2010)
- Iacobus (Iacobus, 2000) (Sonzogno, 2005 - Bur, 2009)
- L'origine perduta (El origen perdido, 2003) (Sonzogno, 2006 - Bur, 2008)
- Tutto sotto il cielo (Todo bajo el cielo, 2006) (Sonzogno, 2007 - Bur, 2009)
- Sakura (Sakura, 2019) (Solferino, 2019)

### Varia
- (Peregrinatio, 2004)